# Ramón Reventós Bordoy
Ramón Reventós Bordoy (Barcelona 1882 - Barcelona, 1923) fue un periodista español.
Publicó sus primeros artículos críticos o humorísticos, en la revista Arte Joven, que se publicaba en Barcelona en los últimos años del siglo XIX y en Pel & Ploma. De 1912 a 1913 dirigió el semanario Picarol. Colaboró asiduamente en diversos periódicos humorísticos, especialmente en L'Esquella de la Torratxa, de Barcelona, que le contó entre uno de sus primeros escritores. Usó diversos seudónimos, entre ellos el de Leta.
Se dedicó al periodismo, habiendo pertenecido a la redacción de varios periódicos barceloneses. El único libro que dio a la estampa fue una novela para niños, Els camins de la sort.